# Conrad Rooks
Conrad Rooks, född 15 december 1934 i Kansas City, Missouri, död 27 december 2011 i Boston, Massachusetts, var en amerikansk manusförfattare, filmproducent och filmregissör, mest känd för kultfilmen Chappaqua och sin filmatisering av Hermann Hesse s roman Siddhartha.

## Biografi
Conrad Rooks levde ett utsvävande liv där droger av olika slag ingick innan han ärvde en ansenlig förmögenhet när hans far dog. En resursstark Conrad Rooks gav sig då in i filmbranschen. Han planerade att filma sitt liv som missbrukare genom att spegla tillståndet i USA kombinerat med rehabiliteringen i Europa. Tillsammans med bland annat fotografen Robert Frank bilade de runt i USA:s stater och filmade. Därefter åker filmteamet till Paris och återskapade Rooks egen avgiftning. Filmprojektet Chappaqua blev alltmer omfattande, resurskrävande och snårigt. En uppsjö av kända underground artister medverkade.
Hustrun Zina Rachevsky konverterade till buddhismen 1968 och flyttade till Dharamsala. Rooks gifte om sig 1978 med indiskan Pamela Juneja. De möttes under filmatiseringen av Siddhartha.
Därefter levde Conrad Rooks långa tider i Thailand där har bland annat skrev på ett filmmanus om hans första fru kallat Zarya.